# Cordula Schubert
Pour les articles homonymes, voir Schubert (homonymie).
Cordula Schubert, née le 21 mai 1959 à Karl-Marx-Stadt (Allemagne), est une femme politique est-allemande. Membre de l'Union chrétienne-démocrate d'Allemagne (CDU-Est), elle est brièvement ministre de la Jeunesse et des Sports en 1990, peu avant la réunification.

## Biographie
De 1965 à 1975, elle est élève au lycée polytechnique de Karl-Marx-Stadt. En 1978, elle obtient un diplôme d'infirmière à l'école de médecine de Neunkirchen. Elle travaille deux ans dans un service de pneumologie hospitalier, avant d'intégrer un service d'urologie. Elle poursuit en parallèle ses études et sort diplômée en 1981 d'une Volkshochschule. À partir de 1983, elle étudie l'éducation médicale à l'université Humboldt de Berlin. Elle obtient un diplôme au bout de quatre ans et enseigne ensuite l'anatomie et la physiologie au collège médical « Walter Krämer » de Karl-Marx-Stadt.
En 1982, elle adhère à l'Union chrétienne-démocrate d'Allemagne (CDU-Est). En novembre 1989, elle devient membre de l'Organisation de la jeunesse chrétienne, où elle exerce des responsabilités dans le Land de Saxe. Elle est élue députée à la Chambre du peuple lors des élections législatives du 18 mars 1990. Elle intègre ensuite le cabinet de Maizière comme ministre de la Jeunesse et des Sports. Âgée de 31 ans, elle est la plus jeune membre du gouvernement. Après la réunification, elle travaille comme chercheuse à la Fondation Konrad Adenauer, à Berlin. En 1993, elle devient la cheffe du département des affaires fédérales et européennes au ministère des Affaires sociales, de la Santé, de la Jeunesse et de la Famille du Land de Saxe. En 2004, elle est nommée responsables des affaires du cabinet et des relations avec le Parlement.